# Charles Hitchcock Adams
Charles Hitchcock Adams (Belmont, 25 de maio de 1868 — São Francisco, 8 de agosto de 1951) é um astrônomo amador estadunidense, relacionado à Sociedade Astronômica do Pacífico, de cuja gestão participou por mais de duas décadas.
A cratera Adams situada na lua, leva este nome como homenagem ao astrônomo.

## Vida
Adams foi o quinto filho de William e Cassandra Adams, nascida Hill. A partir de 1886, ele estudou química na Universidade da Califórnia, em particular. Mesmo antes de ser estudante, ele pesquisava como a grande quantidade de serragem gerada na indústria madeireira de seu pai poderia ser aproveitada. No primeiro ano de seus estudos, ele finalmente encontrou uma maneira de fazer álcool a partir de serragem, da qual conseguiu obter uma patente nos Estados Unidos. No segundo ano, porém, ele teve que deixar a universidade porque os engenhos de madeira e as florestas do pai foram destruídos por um incêndio e dois de seus navios com madeira haviam afundado. Adams ajudou sua família em Atherton, Califórnia, a reconstruir a propriedade da família.
Para sobreviver, trabalhou como corretor de seguros e também para a Merchants 'Exchange Association, cujo diretor-gerente foi de 1917 a 1940. Depois que Adams adquiriu um telescópio de 76 mm, ele gostava de observar o céu noturno e logo depois ingressou na Astronomical Society of the Pacific (ASP). De 1925 a 1950 trabalhou como tesoureiro.
Adams foi casado com Olive Bray. Desse casamento nasceu o filho Ansel Adams , que se tornou um conhecido fotógrafo de paisagens e natureza .
Em 1970, a cratera de impacto lunar "Adams" foi nomeada em homenagem a ele, Walter Sydney Adams e John Couch Adams.